# Хепатит C
Хепатит C е инфекция, която засяга главно черния дроб. Причинител на заболяването е вирусът на хепатит С (HCV). Хепатит C често протича без симптоми, но хроничната инфекция може да доведе до образуване на ръбцова тъкан (нефункционална тъкан, наподобяваща белег) по повърхността на черния дроб, а след години и до цироза. В някои от случаите, хората с цироза развиват също и чернодробна недостатъчност, рак на черния дроб или разширени вени в хранопровода или стомаха, което може да доведе до кървене или дори до смърт.
Заразяването с хепатит C става основно по кръвен път чрез венозна употреба на наркотици, чрез нестерилно медицинско оборудване и кръвопреливане. Изчислено е, че 130 – 170 милиона души по света имат хепатит C. Учени започват проучвания на вируса на хепатит С през 70-те години на ХХ век и през 1989 г. потвърждават съществуването му. Няма данни вирусът да причинява заболяване при животни.
Пегинтерферон и рибавирин са стандартните предписвани лекарства за вируса на хепатит С. Между 50 – 80% от лекуваните пациенти получават пълно излекуване. При тези, които развият цироза или чернодробна недостатъчност може да се наложи чернодробна трансплантация, но вирусът обикновено се възобновява след трансплантация. Не съществува ваксина за хепатит С.

## Признаци и симптоми
Хепатит С причинява остри симптоми в едва 15% от случаите. В повечето случаи симптомите са умерени и не са ясно изразени. Те включват понижен апетит, умора, гадене, болка в мускулите или ставите и загуба на тегло. Само в малко от случаите острата инфекция се свързва с жълтеница. При 10 – 50% инфекцията отзвучава без лечение, особено при младите жени.

### Хронична инфекция
80% от заразените с вируса развиват хронична инфекция. Повечето от тях изпитват минимални симптоми или не изпитват изобщо никакви симптоми през първите десетилетия от инфекцията, въпреки че хроничният хепатит С може да се свърже със симптом на умора. Хепатит C е главната причина за цироза и рак на черния дроб сред дългогодишни носители на инфекцията. Между 10 – 30% от инфектираните развиват цироза в рамките на 30 години. Цирозата е по-често явление при хора, които също са инфектирани с хепатит В или ХИВ, при алкохолиците и при мъжете. Хората, които развият цироза, са под двадесет пъти по-голям риск от рак на черния дроб, 1 – 3% случаи на година. За алкохолиците рискът е 100% по-голям. Хепатит С е причината за 27% от случаите на цироза и 25% от случаите на рак на черния дроб.
Цирозата на черния дроб може да доведе до високо кръвно налягане във вените, които се пренасят кръв към черния дроб, натрупване на течност в стомаха, лесно посиняване или кървене, уголемяване на вени, особено в стомаха и хранопровода, жълтеница (пожълтяване на кожата) и увреждане на мозъка.

### Ефекти извън черния дроб
Хепатит С се свързва рядко и със синдром на Сьогрен (автоимунно нарушение), по-нисък от нормалното брой на тромбоцитите в кръвта, хронично кожно заболяване, диабет и неходжкинови лимфоми.

## Причина
Вирусът на хепатит С представлява малък, покрит с липидна мембрана, едноверижен РНК вирус с положителна полярност. Той е представител на род Hepacivirus от семейство Flaviviridae. Съществуват седем основни генотипа на вируса на хепатит С. В САЩ генотип 1 причинява 70% от случаите, генотип 2 причинява 20%, а всеки от останалите генотипове причинява 1%. Генотип 1 е също и най-често срещаният в Южна Америка и Европа.

### Предаване
Основният метод на предаване на вируса в развитите страни е венозната употреба на наркотици. В развиващите се страни основните методи са кръвопреливане и небезопасни медицински процедури. В 20 % от случаите, причината за предаването остава неизвестна, но много от тези случаи вероятно се дължат на венозна употреба на наркотици.

#### Венозна употреба на наркотици
Венозната употреба на наркотици е главният рисков фактор за хепатит С в много части от света. Проучване на 77 страни показа, че в 25 от тях процентът на хепатит C при популацията на употребяващи наркотици венозно е между 60% и 80%, в това число са САЩ и Китай. В 20 страни процентът е по-висок от 80%. Десет милиона души, употребяващи наркотици венозно са заразени с хепатит С. Китай (1,6 милиона), САЩ (1,5 милиона) и Русия (1,3 милиона) са с най-висока обща процентност. Процентът на болните с хепатит C сред затворниците в САЩ е десет до двадесет пъти по-висок от процента на общото население, което тези проучвания отдават на високорисково поведение като венозна употреба на наркотици и татуиране с нестерилни материали.

#### Излагане на зараза в медицински условия
Кръвопреливането, кръвните продукти и трансплантацията на органи без предварително тестване за вируса на хепатит С създават значителен риск от инфекция. От 1992 г. в САЩ има официално въведено универсално изискване за тестване. Оттогава броят на случаите на инфектиране е намалял от един на 200 единици кръв, до един на 10 000 до 10 000 000 на единици кръв. Този малък риск обаче се запазва, тъй като има период от около 11 – 70 дни между времето на заразяване на потенциалния донор на кръв с хепатит С и времето, когато може да се получи положителен резултат от изследването на кръвта му. В някои страни все още не се прави такова тестване за хепатит С, тъй като това налага допълнителни разходи.
Човек, получил нараняване от убождане с игла, която е използвана при друго лице, заразено с вируса на хепатит С, има около 1,8% шанс също да се зарази. Рискът е по-голям, ако използваната игла е куха, а прободната рана е дълбока. Съществува риск от заразяване и при контакт на лигавица с кръв. Този риск обаче е малък и не съществува риск при контакт на заразена кръв със здрава ненаранена кожа.
Болничното оборудване също може да послужи за пренасяне на зараза с хепатит С, като това става чрез: повторно използване на игли и спринцовки, многократно използване на лекарствени флакони, инфузионни сакове и нестерилно хирургическо оборудване. Занижените стандарти в медицинските и зъболекарските заведения са основната причина за разпространяването на вируса на хепатит С в Египет, страната с най-висок процент на инфектирани в света.

#### Полово сношение
Не е известно дали хепатит С може да се предава по полов път. Въпреки че съществува връзка между някои високорискови сексуални дейности и хепатит С, не е ясно дали в съобщените случаи предаването на заболяването се дължи на неспомената употреба на наркотици или на самия секс. Доказателствата подкрепят отсъствието на риск при хетеросексуалните двойки, които нямат полов контакт с други хора. Сексуалните практики, които включват високи нива на травма на вътрешната обвивка на аналния канал, като например проникване през ануса или такива, които се извършват при вече съществуваща друга инфекция, която се пренася по полов път, включително вируса на хепатит С или генитална улцерация, представляват риск. Правителството на САЩ препоръчва единствено употребата на презерватив за предпазване от предаване на хепатит С при хора с множество партньори.

#### Пиърсинг
Татуирането се свързва с два до три пъти по-завишен риск от хепатит С. Това може да се дължи на нестерилни материали или контакт на използваните бои със заразата. Татуировките или пиърсингът, които са правени преди средата на 1980-те години или са правени непрофесионално, са под особено съмнение, тъй като стерилността в такива условия може да и била оскъдна. Рискът очевидно е по-голям при татуировки с по-големи размери. Почти половината от затворниците използват едни и същи нестерилизирани материали за татуиране. Татуировките, които се правят в лицензирани студия рядко се свързват пряко с вируса на хепатит С.

#### Контакт с кръв
Предмети за лична употреба, като например бръсначи, четки за зъби и инструменти за маникюр или педикюр може да влязат в контакт с кръв. Използването на такива предмети като общи от различни хора крие риск от излагане на зараза с вируса на хепатит С. Трябва да се внимава с порязвания, ранички или други източници на кървене. Вирусът на хепатит С не се разпространява чрез обикновен контакт като прегръдка, целувка или използване на общи прибори за хранене или готвене.

#### Предаване от майка на дете
Предаването на хепатит C от майка, която е носител на инфекцията на детето ѝ става при по-малко от 10% от случаите на бременност. Няма известни мерки, които могат да предотвратят този риск. По-продължителният процес на раждане се свързва с по-голям риск от предаване на инфекцията. Не съществуват доказателства, че кърменето помага за разпространяването на вируса на хепатит С. Майките, които са носителки на инфекцията обаче, трябва да избягват да кърмят, ако зърната на гърдите им са напукани или кървят или ако имат по-високо вирусно натоварване.

## Диагностициране
Диагностичните изследвания за хепатит С включват:
- HCV антитяло;
- ELISA;
- Western blot (Западен имуноблот);
- количествен HCV RNA (рибонуклеинова киселина – РНК) тест;[5]
- полимеразна верижна реакция (PCR) могат да открият РНК на вируса на хепатит С една до две седмици след инфекцията, докато за образуването и идентифицирането на антителата може да е нужно значително по-дълго време.[12]

Хроничният хепатит С е инфекция с вируса на хепатит C, която продължава повече от шест месеца, въз основа на присъствието на РНК на вируса. Тъй като хроничните инфекции типично не се проявяват със симптоми в продължение на десетилетия, медицинските специалисти обикновено ги откриват посредством изследвания на чернодробните функции или по време на рутинно тестване на хора от високорискови групи. Изследването не показва разлика между остра и хронична инфекция.

### Кръвни изследвания
Изследването за хепатит С по принцип започва с кръвни изследвания, за да се открие присъствието на антитела на вируса на хепатит С, като се използва ензимен имунотест. Ако това изследване даде положителен резултат, се прави второ изследване, за да се потвърди имунотестът и да се установи тежестта на състоянието. Имуноблот тест с рекомбинантни антигени потвърждава имунотеста, а тестът за РНК на вируса на хепатит С (HCV RNA тест) в полимеразна верижна реакция определя тежестта на състоянието.  Ако не се открие РНК на вируса, а резултатът от имуноблот теста е положителен, изследваният е прекарал инфекция, но инфекцията е преминала с лечение или от само себе си. Ако имуноблотът даде отрицателен резултат, имунотестът е грешен. Отнема шест до осем седмици след инфектиране с вируса, за да може имунотестът да даде положителен резултат.
Чернодробните ензими са променлив показател през първата част от инфекцията. Обикновено нивата им започват да се покачват седем седмици след заразяване с инфекцията. Чернодробните ензими не са надежден индикатор за тежестта на състоянието.

### Биопсия
Чернодробната биопсия може да определи степента на увреждане на черния дроб, но при тази процедура съществуват известни рискове. Обичайните промени, които могат да се установят при биопсия са лимфоцити в чернодробната тъкан, лимфоидни фоликули в порталната триада и промени в жлъчните канали. Съществува голям брой изследвания, които може да се направят, за да се определи степента на увреждане и да се намали необходимостта от биопсия.

### Профилактично тестване
Едва 5 – 50% от инфектираните в САЩ и Канада знаят за състоянието си. Тестването е препоръчително за хората от високорискови групи, които включват хора с татуировки. Профилактичното тестване се препоръчва също и при хора с повишени нива на чернодробните ензими, тъй като това често е единственият признак на хроничен хепатит. Рутинното профилактично тестване не е препоръчвано в САЩ.

## Профилактика
До 2011 г. не съществува никаква ваксина за хепатит С. Ваксини понастоящем са в процес на разработване и някои от тях показват обещаващи резултати. Комбинация от стратегии за профилактика като например програми за смяна на иглите и лечение за злоупотреба с наркотици, намалява риска от хепатит С при употребяващите венозно наркотици с около 75 %. Тестването на кръводарителите е от важно национално значение, както и спазването на универсалните предпазни мерки в здравните заведения. В страните, в които има недостиг на запаси от стерилни спринцовки, медицинските специалисти трябва да прилагат лекарствата перорално, вместо чрез инжектиране.

## Лечение
Вирусът на хепатит С причинява хронична инфекция при 50 – 80% от инфектираните. Приблизително 40 – 80% от тези случаи преминават с помощта на лечение. В редки случаи, инфекцията може да се изчисти без лечение. Хората с хроничен хепатит C трябва да избягват алкохол и лекарства, които са токсични за черния дроб и трябва да си направят ваксинация за хепатит А и хепатит В. На хората с цироза трябва да се направят изследвания с ехограф, за да се провери за рак на черния дроб.

### Лекарства
Хората с доказани чернодробни аномалии поради инфекция с вируса на хепатит С трябва да потърсят лечение. Използваното понастоящем лечение представлява комбинация от пегилиран интерферон и антивирусното лекарство рибавирин, която се прилага в продължение на 24 до 48 седмици, в зависимост от типа на вируса на хепатит С. 50 – 60% от лекуваните получават подобрение. Комбинирането на боцепревир или телапревир с рибавирин и пегинтерферон алфа подобрява антивирусния отговор при хепатит С от генотип 1. Лечението се свързва с чести странични ефекти: половината от лекуваните получават грипоподобни симптоми, а една трета от лекуваните развиват емоционални проблеми. Ефикасността на лечението е много по-голяма, когато то се прилага през първите шест месеца, отколкото ако се прилага след като хепатит С вече е станал хроничен. Ако даден човек развие нова инфекция и тя не отзвучи след осем до дванадесет седмици, препоръчва се 24-седмично лечение с пегилиран интерферон. За хората, които имат таласемия (нарушение на кръвта), рибавирин се явява по-полезен, но той увеличава необходимостта от трансфузии.

### Алтернативна медицина
Поддръжниците на алтернативната медицина твърдо застъпват ползата от няколко алтернативни терапии за лечение на хепатит С, в това число бял трън, женшен и колоидно сребро. Нито една от алтернативните терапии обаче не е показала резултати на подобряване при хепатит С и не съществуват доказателства, че алтернативните терапии оказват някакъв ефект върху вируса изобщо.

## Прогноза
Отговорът на лечението варира в зависимост от вирусния генотип. Продължителен отговор на лечение има при около 40 – 50% от хората с вирус на хепатит С от генотип 1 при 48 седмици на лечение. Продължителен отговор на лечение е получен при 70 – 80% от хората с вирус на хепатит С от генотип 2 и 3 при 24 седмици на лечение. Продължителен отговор на лечение има при 65% от хората с вирус на хепатит С от генотип 4 и 3 при 48 седмици на лечение. Доказателството за лечение при генотип 6 не е достатъчно, а където съществува, то е за 48 седмици на лечение при същите дози, както и при генотип 1.

## Епидемиология
Между 130 и 170 милиона души или ~3% от населението на света живеят с хроничен хепатит C. Между 3 – 4 души на година биват инфектирани, а повече от 350 000 души годишно умират от заболявания, свързани с хепатит C. Бройките са се увеличили значително през 20 век, поради комбинация от венозна употреба на наркотици и венозно прилагани лекарства или нестерилизирано медицинско оборудване.
В САЩ около 2% от населението има хепатит C, с по 35 000 до 185 000 нови случая на година. В западните щати тези цифри са се понижили от 1990-те години насам, поради подобрения в тестването на кръвта преди трансфузия. Годишно смъртните случаи от вирус на хепатит С в САЩ варират между 8000 и 10 000. Очаква се, че този процент на смъртност ще се увеличи, тъй като хората, инфектирани чрез трансфузия преди тестването за вируса на хепатит С се разболяват и умират.
Процентът на инфектираните е по-висок в някои страни в Африка и Азия. Страните с много висок процент на инфектираните включват Египет (22%), Пакистан (4,8%) и Китай (3,2%). Високият процент в Египет се свързва с прекратена вече кампания за масово лечение за шистозомиаза с използване на неправилно стерилизирани стъклени спринцовки.

## История
В средата на 1970-те години Харви Алтър, началник на отделение инфекциозни заболявания в отдела за трансфузионна медицина към Националния здравен институт и неговият изследователски екип доказват, че повечето случаи на хепатит след кръвопреливане не се дължат на вирусите на хепатит А или В. Въпреки това откритие международните усилия в сферата на изследванията за идентифициране на вируса продължават да бъдат безуспешни през следващите десет години. През 1987 г. Майкъл Хютън, Куи-Лим Чо и Джордж Куо от „Chiron Corporation“, в сътрудничество с д-р Д. У. Брадли от Центъра за контрол и профилактика на заболяванията, използват нов подход за идентифициране на неизвестен организъм чрез молекулярен клонинг и разработват нов диагностичен тест. През 1988 г. Алтер идентифицира вируса, като потвърждава наличието му в панел от проби с хепатит, който не е нито А, нито В. През април 1989 г. новината за откриването на вируса на хепатит С е публикувана в две статии на списание „Science “(„Наука“). Това откритие довежда до значително усъвършенстване на диагностиката и подобрение на антивирусното лечение. През 2000 г. на д-р Алтер и д-р Хютън е присъдена награда Ласкер за клинични медицински изследвания за: „пионерски труд в откриването на вируса причиняващ хепатит С и разработването на методи за тестване, които са намалили риска от хепатит С при кръвопреливане в САЩ от 30% през 1970 г. до почти нула през 2000 г.“
Компанията „Chiron Corporation“ е регистрирала няколко патента върху вируса и неговата диагностика. През 1990 г. е отхвърлено заявление за конкурентен патент на Центъра за контрол на заболяванията, след като компанията „Chiron Corporation“ запла]a $1,9 милиона на Центъра за контрол на заболяванията и $337 500 на Брадли. През 1994 г. Брадли завежда съдебен процес срещу компанията „Chiron Corporation“, за да се анулира патентът, той самият да бъде включен като съавтор и да получи процентни обезщетения и възнаграждения от приходите. Брадли прекратява процеса през 1998 г. след като загубва пред апелационния съд.

## Общество и култура
Световното сдружение за борба с хепатита постановява Световен ден за борба с хепатита, който се отбелязва всяка година на 28 юли. Финансовите разходи свързани с хепатит С са значителни както за отделните хора, така и за обществеността. Изчислено е, че през 2003 г. в САЩ целоживотният разход свързан с хепатит С е възлизал средно на 33 407 щатски долара, като към 2011 г. цената за трансплантация на черен дроб е приблизително 200 000 щатски долара. През 2003 г. в Канада цената за курс на антивирусно лечение е 30 000 канадски долара, а през 1998 г. в САЩ цените са между 9200 и 17 600 щатски долара. В много райони на света хората не могат да си позволят лечение с антивирусни средства, тъй като нямат здравно осигуряване или осигуряването им не покрива антивирусните средства.

## Научни изследвания
До 2011 г. около сто лекарства за хепатит С са в процес на разработване. Тези лекарства включват ваксини за хепатит, имуномодулатори и инхибитори на циклофилин. До разработването на тези потенциално нови лечения се стигна благодарение на по-добрите познания за вируса на хепатит С.